# Filippo Ernesto di Hohenlohe-Waldenburg-Schillingsfürst
Filippo Ernesto di Hohenlohe-Waldenburg-Schillingsfürst (Schillingsfürst, 29 dicembre 1663 – Schillingsfürst, 29 novembre 1759) fu conte regnante, e dal 1744 principe del ramo cattolico di Waldenburg-Schillingsfürst del casato di Hohenlohe.

## Vita
Il conte Filippo Ernesto era figlio del conte Luigi Gustavo di Hohenlohe-Waldenburg-Schillingsfürst (1634-1697) e di sua moglie Maria Eleonore von Hatzfeld (1632-1667). Come la madre, apparteneva alla chiesa cattolica romana. Suo padre, che in precedenza era stato allevato come calvinista, si era convertito alla fede cattolica nel 1667.
Inizialmente destinato alla carriera ecclesiastica cattolica, Filippo Ernesto aveva già ottenuto incarichi come cappellano della cattedrale di Magonza e Colonia quando, dopo la morte prematura del fratello maggiore Federico Ermanno nel 1675, fu scelto come conte ereditario con dispensa papale. Dopo la morte del padre, il conte Filippo Ernesto fu il maggiore della linea Hohenlohe-Waldenburg dal 1697 e il maggiore dell'intero casato di Hohenlohe dal 1715 fino alla sua morte. Nel 1699 ottenne la carica onoraria di ciambellano imperiale e reale e nel 1701 succedette al padre come inviato del Sacro Romano Impero. Fu anche consigliere privato dell'elettore di Magonza e del principe vescovo di Würzburg.
Durante la guerra di successione spagnola, il conte Filippo Ernesto aveva avviato una corrispondenza con la sorella di sua moglie Francesca Barbara (1660-1718). Questa cognata era Eleonora Antonia (1668-1719), sposata con il defunto barone bavarese Ferdinand Johann Josef von Haslang († 1703). La corrispondenza riguardava la cancellazione di debiti, in cui la cognata chiedeva aiuto alla sorella ricca. Tuttavia, poiché all'epoca l'elettorato di Baviera era nemico della casa imperiale e i servizi segreti dell'imperatore intercettarono la corrispondenza, il conte Filippo Ernesto fu accusato di alto tradimento e catturato dall'esercito austriaco a Schillingsfürst e portato a Vienna via Eger. Alla fine, sebbene l'accusa di alto tradimento fosse in realtà infondata, fu condannato a pagare una multa di 100.000 fiorini. La moglie ha dovuto pagare l'intero importo nonostante i futili tentativi di ridurre la multa. Il conte Filippo Ernesto fu rilasciato a Vienna solo in seguito. Con decreto del 16 gennaio 1706, l'imperatore Giuseppe I riconfermò la dignità di consigliere imperiale privato conferita a Filippo Ernesto nel 1701.
Il conte Filippo Ernesto organizzò la ricostruzione barocca del castello di Schillingsfürst, che fu realizzata da Louis Remy de la Fosse. Il 21 maggio 1744, l'imperatore Carlo VII lo elevò al rango di principe imperiale. Nel 1746, il principe Filippo Ernesto cedette parte del governo al figlio Carlo Alberto I, che lo sostituì completamente nel 1753 dopo l'abdicazione di quest'ultimo, cosicché Filippo Ernesto continuò a svolgere solo la funzione di capofamiglia dell'intera casata. Il 29 dicembre 1757, in occasione del suo 94º compleanno, il principe conferì alla casata l'ordine della Fenice. Il principe Filippo Ernesto morì nel 1759.

## Matrimonio e figli
Il conte Filippo Ernesto si sposò due volte. Sposò in prime nozze la ricca contessa Francesca Barbara di Welz (1660-1718), il 22 giugno 1701, vedova del conte Volfango Giulio di Hohenlohe-Neuenstein ed ereditiera di Wilhermsdorf. Il matrimonio con il suo primo marito è rimasto senza figli. Dal secondo matrimonio con il conte Filippo Ernesto, Francesca Barbara ebbe quattro figli, di cui divennero adulti solo un maschio e una femmina. Sebbene a Francesca Barbara fosse stato assicurato prima del matrimonio che le sarebbe stato permesso di educare i figli come protestanti, il marito cambiò idea sotto la minaccia del nunzio papale. Il matrimonio e i figli non sarebbero stati riconosciuti legittimi se non fossero stati educati come cattolici.
- Volfango Ernesto di Hohenlohe-Waldenburg-Schillingsfürst (1702-1708)
- Carlo Giulio di Hohenlohe-Waldenburg-Schillingsfürst (1703-1710)
- Filippo Ernesto (1704-1759)

∞ 1732 contessa Francesca Elisabetta di Limburg-Stirum (1719-1752)
- Carolina Giuliana di Hohenlohe-Waldenburg-Schillingsfürst (1706-1758)

∞ 1733 Cristiano Ottone di Limburg-Stirum (1694-1749).
A causa delle cattive condizioni di salute, il figlio omonimo, Flippo Ernesto, fu escluso come successore del padre mentre questi era ancora in vita e morì prima di lui il 4 marzo 1759, senza lasciare discendenti. Il conte Flippo Ernesto sposò in seconde nozze il 7 gennaio 1719 la contessa Maria Anna di Oettingen-Wallerstein (1680-1749), figlia del conte Flippo Carlo di Oettingen-Wallerstein (1640-1680) e di Eberardina Sofia Giuliana di Oettingen-Oettingen (1656-1743). Da questo matrimonio nacque il 29 agosto dello stesso anno il figlio Carlo Alberto I (1719-1793), che continuò la linea degli Hohenlohe-Waldenburg-Schillingsfürst.